# Albert Cuypstraat 88
Het gebouw Albert Cuypstraat 88 bestaat uit een opstal aan de Albert Cuypstraat in De Pijp te Amsterdam-Zuid. 
Het gebouw van circa 5 meter breed met een diepte van 15 meter is neergezet naar een ontwerp van Publieke Werken van Amsterdam. Het was bestemd om te dienen tot aanvullende brandweerkazerne van die aan de Ferdinand Bolstraat 8. Veel tijd heeft men geen gebruik hoeven maken van deze kazerne want in 1897 ging de grote kazerne Dirk aan de Honthorststraat 27 open. Toen dit gebouwtje geopend werd was de gehele Albert Cuypstraat er waarschijnlijk nog niet; er lag de Zaagmolensloot, die in gedeelten werd gedempt. Na vertrek van de brandweer kwam er een gemeentelijk klachtenbureau in, vervolgens een administratief punt voor de Stadsreiniging. In 2015 stond het gebouwtje enige tijd te huur als opslag, winkel of horeca. De originele deuren werden als verkoopargument gebruikt.
Het gebouw valt op vanwege zijn geringe hoogte. Het wordt omringd door woonhuizen met gestapelde etages (laagbouw voor woonhuizen was niet rendabel). Het is dermate laag, dat als de markt in volle omvang gaande is, het gebouw qua topgevel niet te zien is. Voorts heeft het gebouw een donkergekleurde voorgevel tegenover lichter gekleurde bakstenen van de aanpalende woonhuizen. 